# Ba-Đình-Platz
Der Ba-Đình-Platz (vietnamesisch: Quảng Trường Ba Đình) ist ein Platz im Zentrum von Hanoi, von dem Präsident Ho Chi Minh am 2. September 1945 die Unabhängigkeit der Demokratischen Republik Vietnam proklamierte. Er ist nach dem Ba-Đình-Aufstand benannt, einer antifranzösischen Rebellion, die in Vietnam in den Jahren 1886–1887 als Teil der Cần-Vương-Bewegung stattfand. 
Als Ho Chi Minh starb, wurde hier das Ho-Chi-Minh-Mausoleum aus Granit gebaut, um seinen einbalsamierten Körper zu zeigen. Der Ba-Đình-Platz befindet sich im Zentrum des Stadtbezirks Ba Đình, mit mehreren wichtigen Gebäuden, darunter der Präsidentenpalast, das Außenministerium, das Ministerium für Planung und Investitionen und das Gebäude der Nationalversammlung.